# Oberdeck

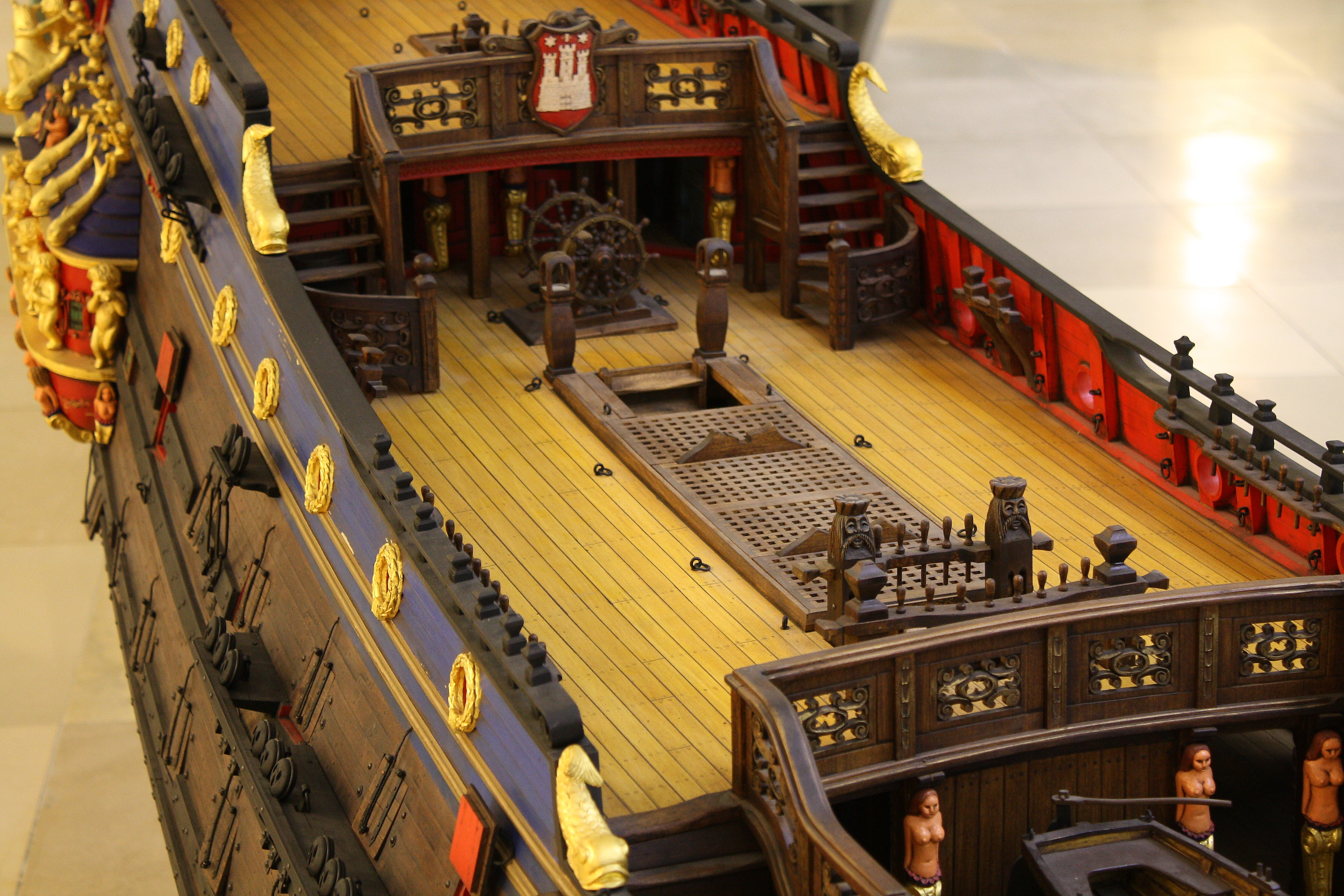
Das Oberdeck(vorne) und das Kampanjedeck (hinten) auf einer Galeone sind Oberdecks. (Abbildung zeigt ein Modellschiff)

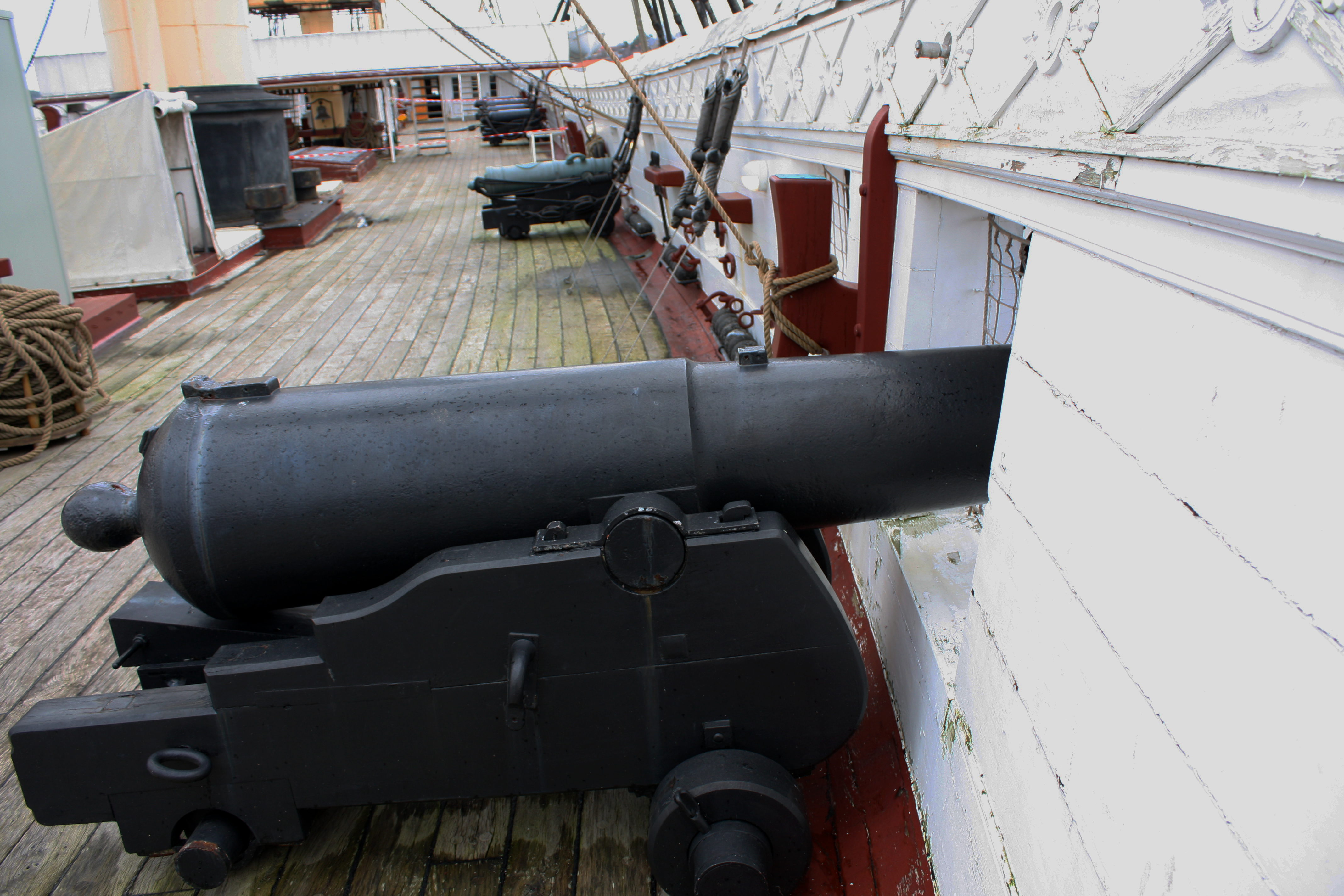
Das mit Kanonen ausgestattete Oberdeck der Schraubenfregatte Jylland aus dem Jahr 1856

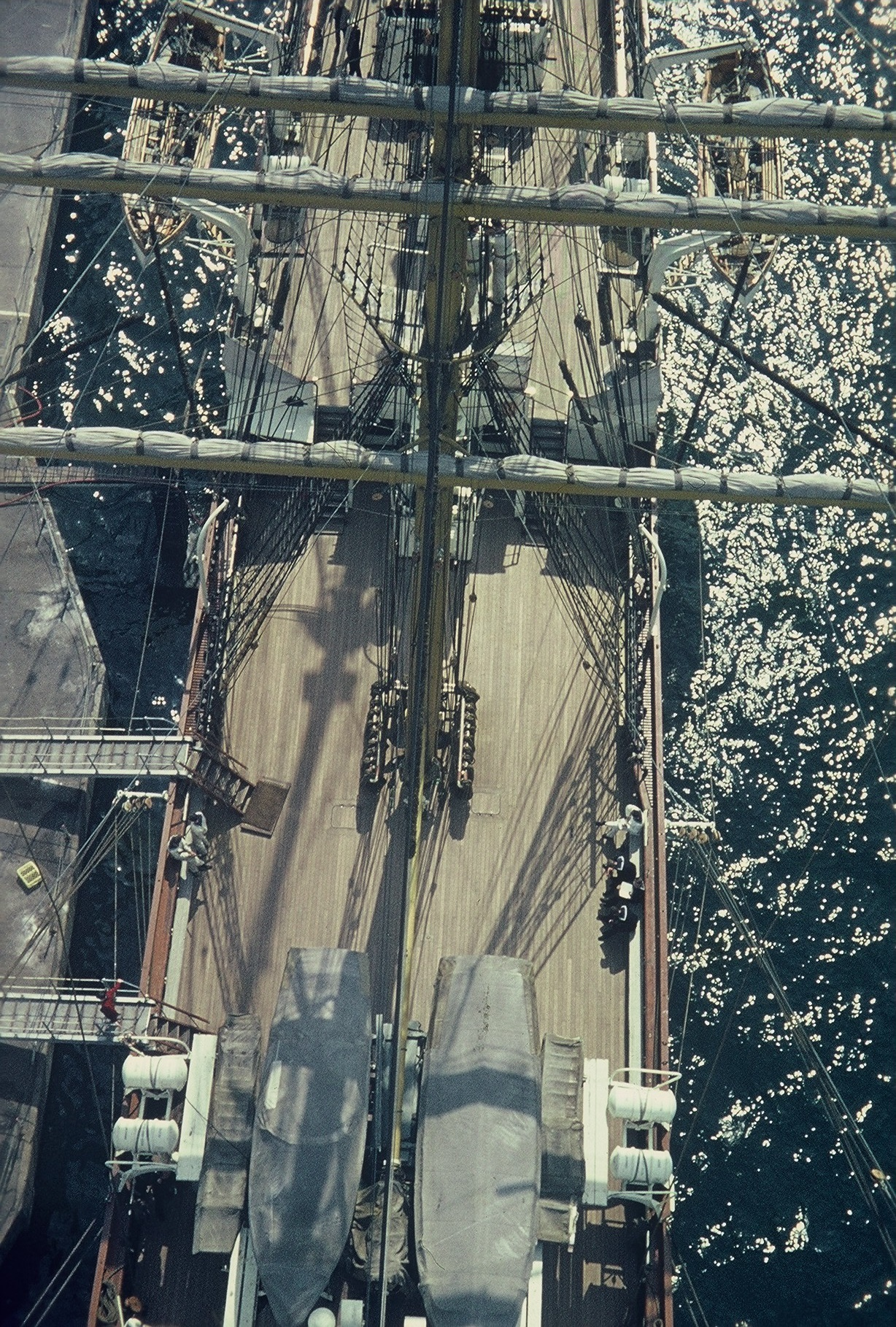
Oberdeck der Gorch Fock an der Blücherbrücke in Kiel (1968)

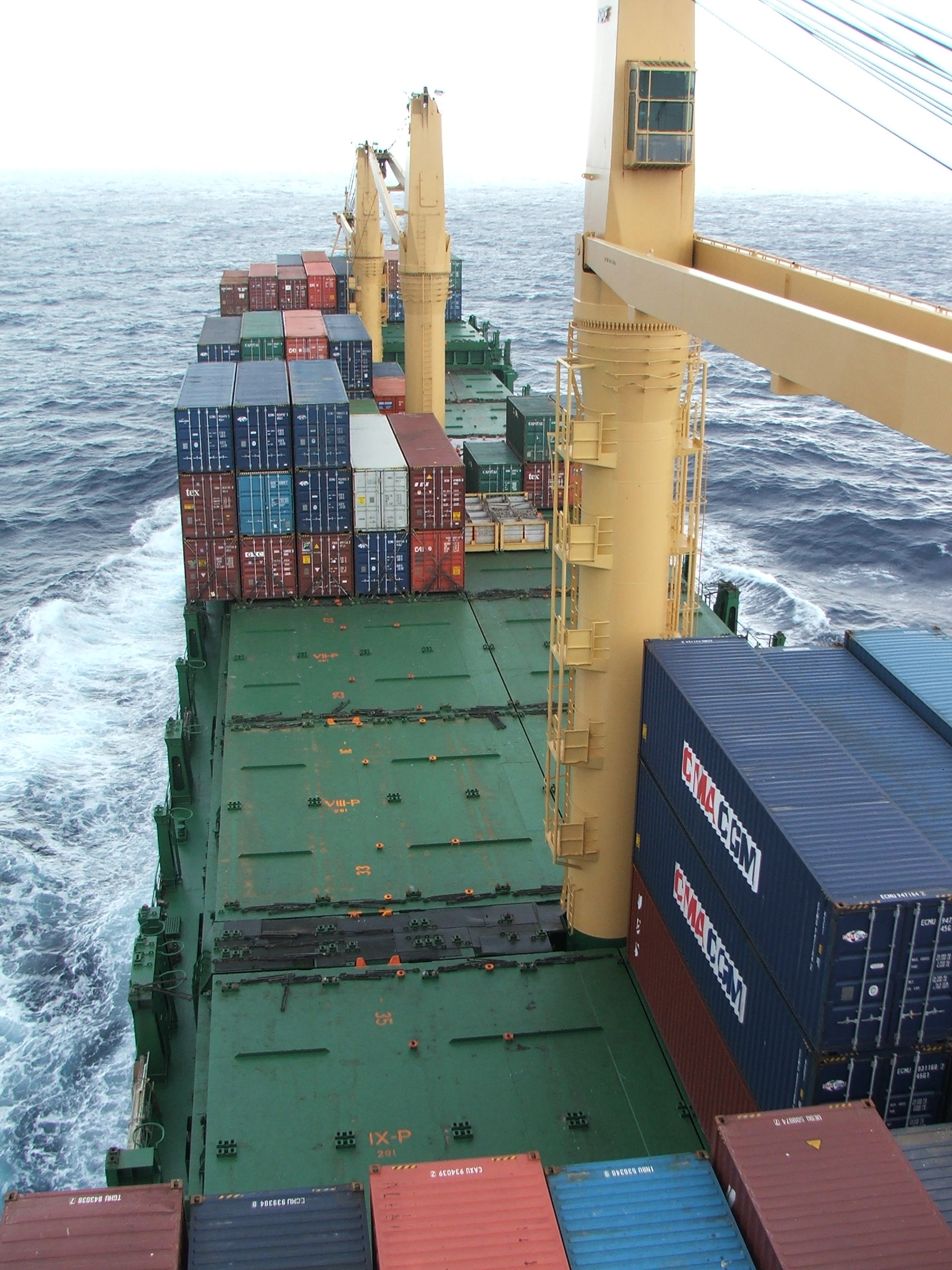
Blick auf das Oberdeck eines teilbeladenen Containerschiffes

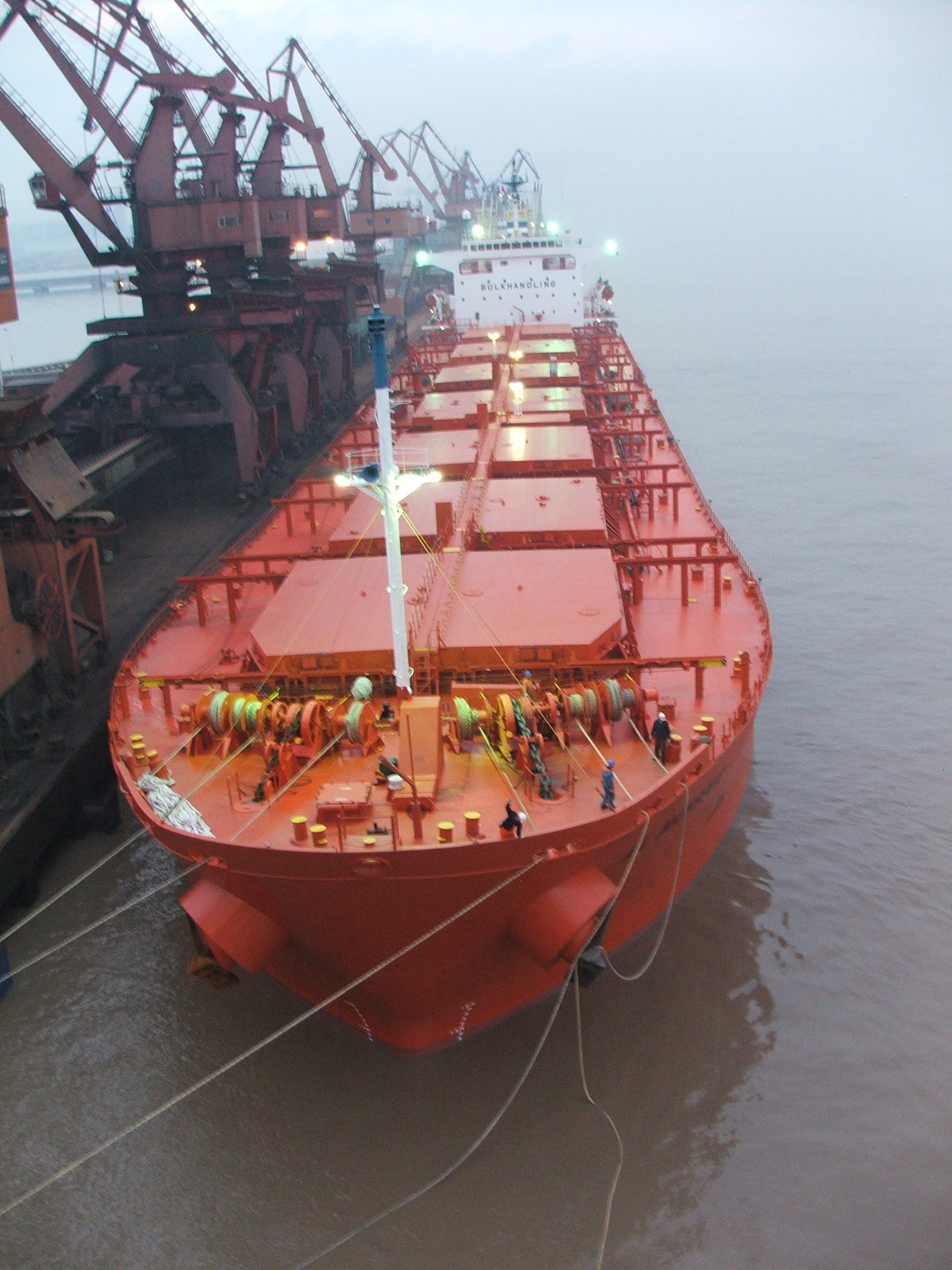
Blick auf das Oberdeck eines Massengutfrachters

Als Oberdeck bezeichnet man ein bestimmtes Deck eines Schiffes oder Flugzeugs.

## Schifffahrt
Da die Bezeichnung je nach Schiffstyp variieren kann, kann eine allgemeine Definition eines Oberdecks wie folgt lauten:

„Oberdeck bezeichnet eine waagerechte Fläche, die den Innenraum eines Schiffskörpers nach oben hin abschließt“

Eine etwas speziellere Definition lautet:

„Als Oberdeck wird das oberste aller durchgehenden, also das ganze Schiff (wasserdicht) abschließende Deck bezeichnet.“

Amtliche Definition:

„Oberdeck ist das oberste vollständige, dem Wetter und der See ausgesetzte Deck, das ständige Einrichtungen hat, um alle dem Wetter ausgesetzten Öffnungen zu schließen. Unterhalb des Decks müssen Öffnungen mit wasserdichten Verschlüssen versehen sein.“

In der Schiffsvermessung wird der Begriff Oberdeck nur indirekt verwendet:

„Ist das Oberdeck in diesem Sinne das oberste auf ganzer Länge durchlaufende Deck eines Schiffes, so gilt es als Hauptdeck.“

Das Hauptdeck dient bei der Schiffsvermessung als Vermessungsdeck oder Freiborddeck, von dem aus der senkrechte Abstand zur Wasserlinie, der Freibord, gemessen wird.
Schiffbaulich betrachtet ist das Oberdeck gleichzeitig das Gurtungsdeck, wenn es den Obergurt des wirksamen Längsverbandes des Schiffskörpers bildet.
Ein fachlich und umgangssprachlich weit verbreiteter anderer Begriff für das Oberdeck ist Wetterdeck.

### Abhängigkeit der Begriffsdefinition von der Schiffsform
Die Benennung von Decks ist nicht zwangsläufig einheitlich zu definieren, da jede Schiffsform Eigentümlichkeiten hat, die zu bestimmten Benennungen Anlass gibt. So ist ein Oberdeck auf einem Segelschiff nicht zwangsläufig identisch mit einem Oberdeck auf einem Fracht- oder Kriegsschiff, da sich die Schiffstypen und Schiffsformen in ihrem Aufbau und ihrer Funktion grundlegend unterscheiden können. Selbst ein Deck, das der Definition nach das oberste durchgehende Deck ist, kann eine andere – speziellere – Bezeichnung haben, obwohl es als Oberdeck bezeichnet werden müsste.

### Beispiel
Im Segelkriegsschiffzeitalter waren die einzelnen Decks zum Teil mit einer entsprechenden Bewaffnung ausgestattet. Ein Dreidecker, also ein Segelkriegsschiff mit drei waffenführenden Decks im Schiffsrumpf, hatte fünf übereinander liegende Decks: Zwischendeck, unteres Batteriedeck, mittleres Batteriedeck, oberes Batteriedeck und das Oberdeck.
Auf Kriegsschiffen rund um 1900 wurden die Decks wie folgt bezeichnet: Plattformdeck, zweites Zwischendeck, erstes Zwischendeck (bzw. Batteriedeck, wenn es Geschütze trug), Oberdeck, erstes Aufbaudeck, zweites Aufbaudeck. Je nach Panzerung konnte zwischen zweitem Zwischendeck und erstem Zwischendeck noch ein Splitterdeck, Schutzdeck oder Plattformdeck liegen.
Eigentümliche Bezeichnungen abhängig vom Schiffstyp waren aber zum Beispiel auf Segelschiffen der Handelsmarine vor 1900 gegeben. Diese hatten meistens nur ein einziges Deck, nämlich das Oberdeck, das zwischen Bugspriet und Fockmast jedoch als Backdeck oder Back bezeichnet wurde. Das gleiche Oberdeck zwischen Fockmast und Großmast wurde jedoch als Kuhldeck oder auch Kuhl bezeichnet, während das Oberdeck hinter dem Großmast die Bezeichnung Achterdeck oder Quarterdeck erhielt.
Galeonen hatten noch weitere dem „Wetter und der See“ ausgesetzte Decks vorzuweisen, wie etwa das Hüttendeck (auch Poopdeck genannt), das Kampanjedeck oder das Halbdeck.
Das Oberdeck eines Dampfschiffes oder modernen dieselbetriebenen Schiffes, das per definitionem wegen der vielen Aufbauten nicht mehr das oberste durchgehende Deck ist, wird deshalb als Hauptdeck bezeichnet. Diese Schiffe können unterhalb des Hauptdecks drei (Orlopdeck, Unterdeck, Zwischendeck) und oberhalb des Hauptdecks sogar noch vier weitere Decks haben (Brückendeck, Promenadendeck, oberes Promenadendeck oder Sonnendeck, Bootsdeck).
Weitere Sonderfälle:
- Auf Panzerschiffen sind die Außendecks Teile des Oberdecks außerhalb der Decksaufbauten.
- Bei manchen Schiffen heißt das gewölbte hintere Ende des Oberdecks Schildkrötendeck.
- Die niedrigen Teile des Oberdecks auf Kriegsschiffen vor dem vorderen und dem hinteren Geschützturm heißen Wetterdeck.
- Auf einer Glattdeckskorvette wird das Oberdeck ohne Aufbauten als Glattdeck bezeichnet.

## Luftfahrt

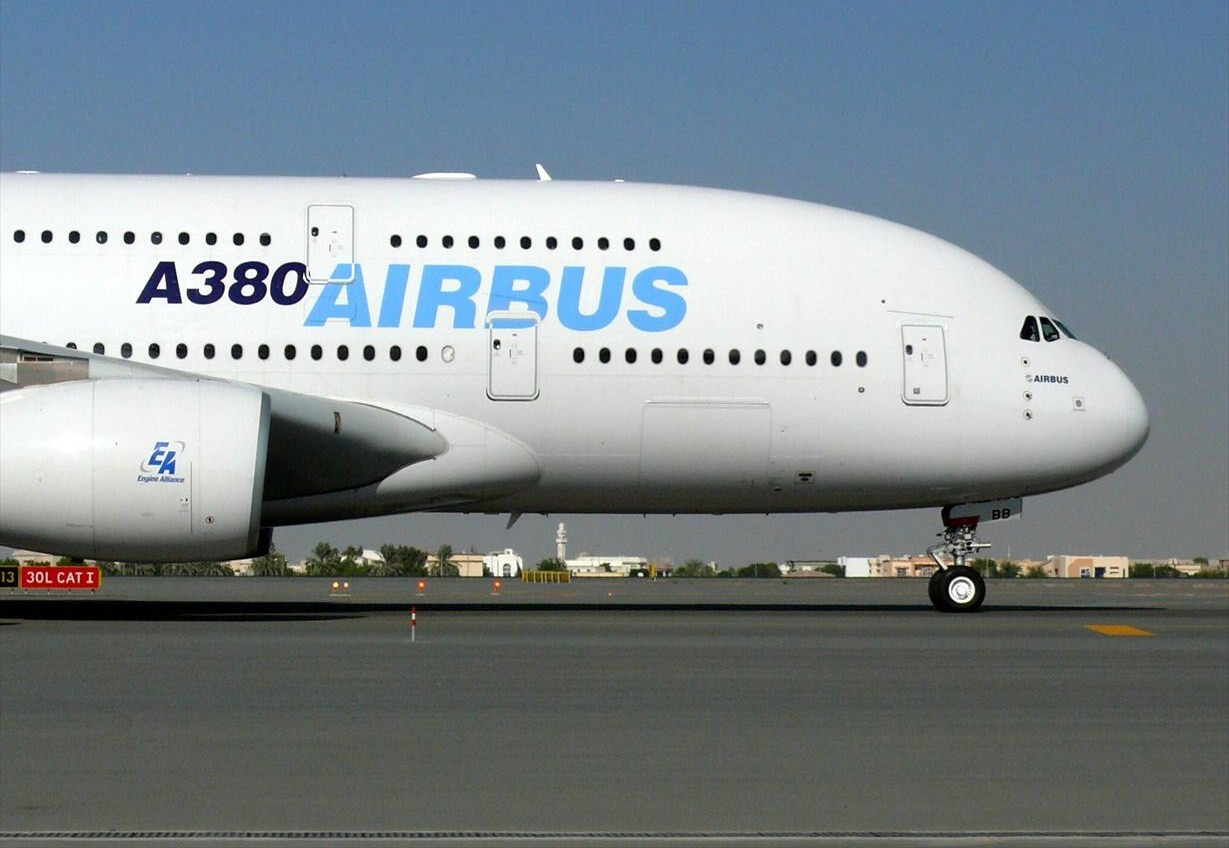
Airbus A380 mit Fensterreihen von Ober- und Hauptdeck. Das Unterdeck ist fensterlos

Mit dem Bau von Großraumflugzeugen (Mehrdeckflugzeugen) auf dem Passagiersektor wie der Boeing 747 wurden erstmals in den 1960er Jahren mehrere Decks in den Rumpf konstruiert; auch können Frachtmaschinen mehrere Decks haben. Mehrdeckflugzeuge können ein Hauptdeck, ein Oberdeck und ein Unterdeck haben. Ein über dem Hauptdeck liegendes Deck führt dann die Bezeichnung Oberdeck (englisch upper deck). Auch der von Airbus entworfene Airbus A380 hat mehrere Decks, von denen das obere diese Bezeichnung hat.